# 007は二度死ぬ
『007は二度死ぬ』（You Only Live Twice）は、イアン・フレミングの長編小説。『007』シリーズ第11作（単行本としては12冊目）。1964年にジョナサン・ケープより出版された。原題はフレミングが来日した際に「松尾芭蕉の俳句にならって」詠んでみたという英文俳句「人は二度しか生きることがない、この世に生を受けた時、そして死に臨む時」に由来する。また英語の慣用句「You Only Live Once（人生は一度っきり）」のもじりである。日本でも同年に『007号は二度死ぬ』のタイトルで早川書房のハヤカワ・ポケット・ミステリで発売された。フレミングの生前に出版されたものとしては、最後の作品である（フレミングは次作であり遺作となった小説『黄金の銃をもつ男』の校正中に心臓麻痺で死亡した）。輸入版ペーパーバックの帯やハードカバー表紙には『二度だけの生命』の和訳がつけられていた。

## あらすじ
結婚式の直後にブロフェルドによって妻テレサを殺されたジェイムズ・ボンドは、ショックのため任務を立て続けに失敗した。上司Mは不可能に近い任務を与えて彼を立ち直らせるため、00課から外交官課に異動させて7777号とし、日本へ派遣した。ボンドに与えられた任務は、日本で開発された暗号解読器を、公安調査庁長官のタイガー田中から入手することだった。田中は交換条件として、ボンドに「死の蒐集家」の暗殺を依頼してきた。
スイスから来たガントラム・シャターハント博士は、福岡に近い辺鄙な海岸の古城に庭園を作り、有毒植物を植え、蛇やサソリ・毒蜘蛛・ピラニアなどを放し飼いにしたため、全国から自殺志願者が殺到し、犠牲者が500人以上に上っていた。また、元黒龍会の会員を警備員に雇ってもいたが、違法行為は行っていないため警察当局は手出しできなかった。そこで、田中は部下を潜入させたが、その男も犠牲となってしまい、首相の許可を得てボンドに任せてみることにしたのだ。だが、博士の写真を見たボンドは、その正体がブロフェルドであることを知った。
ボンドは日本人炭鉱夫、「轟太郎」と称し、土地の海女キッシー鈴木の助けを得て、忍者の装備を用いて城内に侵入した。ボンドは妻の仇を討つため、日本の甲冑をつけ刀を振るうブロフェルドと最後の対決をし、ブロフェルド殺害に成功する。
ブロフェルドとの格闘で日本刀で受けた頭部への打撃と事件のショックにより、ボンドは記憶を喪失する。そして記憶喪失のまま、キッシー鈴木とともに日本で生活を送る。日本での名前は「太郎さん」で、自分の本名がジェイムズ・ボンドであるという記憶はない。地元の神主からのお告げにより、ボンドが生涯のパートナーであると信じたキッシー鈴木は、ボンドに媚薬などを与え、ボンドとの間に子供を授かる。だがある日、新聞にあった地名「ウラジオストック」に失われた過去の記憶との関連を感じたボンドは、ロシアに渡る決心をする。キッシー鈴木は胎内にボンドの子供を宿しながらもボンドの意思に従い、決別することを許容する（今のボンドにとってキッシー鈴木の愛と日本での生活など（「ウラジオストック」に較べて）「（タイガー田中の言葉を借りれば）雀の涙のようなもの（little account, 取るに足りない）」としている）。
ロシアに渡ったボンドはソ連により洗脳され、M暗殺の刺客としてロンドンに送り込まれるが、暗殺に失敗する。Mはボンドを再洗脳し、黄金銃の殺し屋スカラマンガ殺しを命ずる（小説『黄金の銃をもつ男』）。

## 主な登場人物
- ジェームズ・ボンド - 英国諜報部の殺人許可証を持つスパイ「007」。暗号解読器「マジック44」と引き換えに、日本の公安調査庁からの特殊任務を請け負い来日する。
- タイガー田中 - 公安調査庁の長官。シャターハント博士が九州に自殺者のための庭園を所有しており、日本政府も手が出せないためボンドに潜入を依頼する。
- キッシー鈴木 - 日本人の海女。タイガー田中の協力者。ボンドのシャターハント博士の自殺庭園への侵入を助ける。「デヴィッド」という名の鵜を飼っている。
- リチャード（ディッコ）・ヘンダースン - オーストラリアの外交官。同じく田中の協力者。銀座でボンドと接触するおしゃべりな大酒呑み。
- エルンスト・スタヴロ・ブロフェルド - 犯罪組織スペクター首領。自殺庭園では日本武将の鎧を纏い見回り、部屋では、龍の飾りのある黒い着物姿でボンドと日本刀で対決する。
- イルマ・ブント - ブロフェルドの側近。庭園では貴婦人の衣装を身に着けヴェールの付いた帽子をかぶり宝石をつけ[5]、ゴムの長靴にビニールのレインコートという格好で警備を兼ね散策している。
- ガントラム・シャターハント博士 - スイスの生物学者。九州の古城を買い取り、日本庭園に自殺志願者を招待している。正体は作中で判明する。

## 出版
- イアン・フレミング 著、井上一夫 訳『007は二度死ぬ』早川書房〈ハヤカワ・ミステリ文庫〉、2000年1月。ISBN 9784151713576。改訳版
- Fleming, Ian (2009-07-02) (英語). You Only Live Twice. Penguin. ISBN 978-0141045078